# Diocese de Cuenca
A Diocese de Cuenca (em latim: Dioecesis Conchensis) é uma diocese da Igreja Católica da Espanha, sediada na cidade de Cuenca, na província de Cuenca, comunidade autónoma de Castela-Mancha. Faz parte da Arquidiocese de Toledo. Foi fundada em 5 de julho de 1183 pelo Papa Lúcio III. Em 2022 contava com uma população católica de 175 887 fiéis, sendo 90,1% da população total, e tinha 159 paróquias.

## História
Em 5 de julho de 1183 o Papa Lúcio III cria a Diocese de Cuenca. Em 1875 a Diocese de Cuenca perde território para a formação da Diocese de Ciudad Real.  Em 1949 a diocese perde território para a formação da Diocese de Albacete.  Em 1955 a Diocese de Cuenca perde território para a Arquidiocese de Toledo e a Diocese de Sigüenza, em contrapartida ganha território da Diocese de Teruel e Albarracín. Em 1957 a Diocese de Cuenca perde território para a Arquidiocese de Valência, em contrapartida ganha território das dioceses de Albacete e  Segorbe-Castelló de la Plana.

## Lista de bispos
A seguir uma lista de bispos desde a criação da diocese em 1183.
|                       | Nome                                | Período               | Notas                                       |
| Bispos de Ciudad Real | Bispos de Ciudad Real               | Bispos de Ciudad Real | Bispos de Ciudad Real                       |
| --------------------- | ----------------------------------- | --------------------- | ------------------------------------------- |
| 66º                   | José María Yanguas Sanz             | 2005 - atual          |                                             |
| 65º                   | Ramón del Hoyo López                | 1996 - 2005           | Nomeado bispo de Jaén                       |
| 64º                   | José Guerra Campos                  | 1973 - 1996           |                                             |
| 63º                   | Inocencio Rodríguez Díez            | 1943 - 1973           |                                             |
| 62º                   | Cruz Laplana y Laguna               | 1921 - 1936           |                                             |
| 61º                   | Wenceslao Sangüesa y Guía           | 1900 - 1921           |                                             |
| 60º                   | Pelayo González y Conde             | 1891 - 1899           | Faleceu no cargo                            |
| 59º                   | Juan María Valero y Nacarino        | 1882 - 1890           | Faleceu no cargo                            |
| 58º                   | José Moreno y Mazón                 | 1877 - 1881           | Nomeado patriarca das Índias Ocidentais     |
| 57º                   | Sebastián Herrero, C.O.             | 1875 - 1876           | Nomeado bispo de Vitória                    |
| 56º                   | Miguel Payá y Rico                  | 1858 - 1874           | Nomeado arcebispo de Santiago de Compostela |
| 55º                   | Fermín Sánchez Artesoro, O.F.M.     | 1849 - 1855           | Faleceu no cargo                            |
| 54º                   | Juan Gilberto Ruiz Capucín y Feijó  | 1847 - 1848           | Faleceu no cargo                            |
| 53º                   | Jacinto Rodríguez Rico              | 1827 - 1841           | Faleceu no cargo                            |
| 52º                   | Ramón Falcón y Salcedo              | 1803 - 1826           | Faleceu no cargo                            |
| 51º                   | Antonio Palafox y Croy de Abre      | 1800 - 1802           | Faleceu no cargo                            |
| 50º                   | Felipe Antonio Solano Marín         | 1779 - 1800           | Faleceu no cargo                            |
| 49º                   | Sebastián Flóres Pabón              | 1771 - 1777           | Faleceu no cargo                            |
| 48º                   | Isidro Carvajal Lancaster           | 1760 - 1771           | Faleceu no cargo                            |
| 47º                   | José Flores Osorio                  | 1738 - 1759           | Faleceu no cargo                            |
| 46º                   | Diego González Toro y Villalobos    | 1734 - 1737           | Faleceu no cargo                            |
| 45º                   | Juan Lancaster Norona               | 1721 - 1733           | Faleceu no cargo                            |
| 44º                   | Miguel del Olmo Manrique            | 1706 - 1721           | Faleceu no cargo                            |
| 43º                   | Alonso Antonio de San Martín        | 1681 - 1705           | Faleceu no cargo                            |
| 42º                   | Francisco de Zárate y Terán         | 1664 - 1679           | Faleceu no cargo                            |
| 41º                   | Juan Francisco Pacheco              | 1653 - 1663           | Faleceu no cargo                            |
| 40º                   | Enrique Pimentel Zúñiga             | 1623 - 1653           | Faleceu no cargo                            |
| 39º                   | Andrés Pacheco                      | 1601 - 1622           | Faleceu no cargo                            |
| 38º                   | Pedro Portocarrero                  | 1597 - 1600           | Faleceu no cargo                            |
| 37º                   | Juan Fernández Vadillo              | 1587 - 1595           | Faleceu no cargo                            |
| 36º                   | Gómez Zapata                        | 1582 - 1587           | Faleceu no cargo                            |
| 35º                   | Rodrigo de Castro Osorio            | 1578 - 1581           | Nomeado arcebispo de Sevilha                |
| 34º                   | Diego de Covarrubias y Leiva        | 1577 - 1577           | Faleceu no cargo                            |
| 33º                   | Gaspar de Quiroga y Vela            | 1571 - 1577           | Nomeado arcebispo de Toledo                 |
| 32º                   | Bernardo de Fresneda, O.F.M.        | 1562 - 1571           | Nomeado bispo de Córdova                    |
| 31º                   | Pedro Castro Lemos                  | 1555 - 1561           | Faleceu no cargo                            |
| 30º                   | Miguel Muñoz                        | 1547 - 1553           | Faleceu no cargo                            |
| 29º                   | Sebastián Ramírez de Fuenleal       | 1542 - 1547           | Faleceu no cargo                            |
| 28º                   | Alessandro Cesarini                 | 1538 - 1542           | Faleceu no cargo                            |
| 27º                   | Diego Ramírez de Villaescua de Haro | 1518 - 1537           | Faleceu no cargo                            |
| 26º                   | Raffaele Sansoni Riario             | 1493 - 1521           | Faleceu no cargo                            |
| 25º                   | Alfonso de Fonseca                  | 1485 - 1493           | Nomeado bispo de Osma                       |
| 24º                   | Alfonso de Burgos, O.P.             | 1482 - 1485           | Nomeado bispo de Palência                   |
| 23º                   | Raffaele Sansoni Riario             | 1479 - 1482           | Nomeado administrador de Salamanca          |
| 22º                   | Giacopo Antonio Venier              | 1469 - 1479           | Faleceu no cargo                            |
| 21º                   | Lope Barrientos, O.P.               | 1445 - 1469           | Faleceu no cargo                            |
| 20º                   | Álvaro Núñez de Isorna              | 1418 - 1445           | Nomeado arcebispo de Santiago de Compostela |
| 19º                   | Diego de Anaya Maldonado            | 1407 - 1418           | Nomeado arcebispo de Sevilha                |
| 18º                   | Juan Cabeza de Vaca                 | 1396 - 1407           | Nomeado bispo de Burgos                     |
| 17º                   | Álvaro Martínez                     | 1382 - 1396           | Faleceu no cargo                            |
| 16º                   | Nicolás Fernández de Biedma         | 1378 - 1381           | Nomeado bispo de Jaén                       |
| 15º                   | Pedro Gómez Barroso y García        | 1373 - 1378           | Nomeado bispo de Évora                      |
| 14º                   | Bernal Zafón                        | 1362 - 1372           | Faleceu no cargo                            |
| 13º                   | García                              | 1342 - 1349           | Faleceu no cargo                            |
| 12º                   | Gonzalo Aguilar Hinojosa            | 1341 - 1342           | Nomeado bispo de Sigüenza                   |
| 11º                   | Odón                                | 1328 - 1338           | Faleceu no cargo                            |
| 10º                   | Juan del Campo                      | 1327 - 1328           | Nomeado bispo de Oviedo                     |
| 9º                    | Fernando Gutiérrez                  | 1326 - 1327           | Faleceu no cargo                            |
| 8º                    | Estêvão Minguèis, O.F.M.            | 1322 - 1326           | Faleceu no cargo                            |
| 7º                    | Pascual                             | 1299 - 1320           | Faleceu no cargo                            |
| 6º                    | Gonzalo Diego Palomeque             | 1289 - 1299           | Nomeado arcebispo de Toledo                 |
| 5º                    | Gonzalo Pérez Gudiel                | 1272 - 1275           | Nomeado bispo de Burgos                     |
| 4º                    | Pedro Laurencio                     | 1261 - 1271           | Faleceu no cargo                            |
| 3º                    | Mateo Rinal                         | 1247 - 1257           | Nomeado bispo de Burgos                     |
| 2º                    | Julião                              | 1196 - 1208           | Faleceu no cargo                            |
| 1º                    | Juan Yáñez                          | 1182 - 1195           | Faleceu no cargo                            |